# Proletari (Nowgorod)
Proletari (russisch Пролета́рий) ist eine Siedlung städtischen Typs in der Oblast Nowgorod in Russland mit 5145 Einwohnern (Stand 14. Oktober 2010).

## Geographie
Der Ort gehört zum Rajons Nowgorodski und liegt knapp 30 km Luftlinie ostsüdöstlich des Oblast- und Rajonverwaltungszentrums Weliki Nowgorod. Sie befindet sich am linken Ufer der Nischa (ab dort auch als Bolschaja Nischa, Große Nischa bezeichnet), die etwa 10 km südwestlich in den Ilmensee mündet.
Proletari ist Sitz der Stadtgemeinde Proletarskoje gorodskoje posselenije, zu der neben der Siedlung noch die 15 Dörfer Bor (15 km südlich), Doroschno (3 km südöstlich), Gostzy (13 km südlich), Krasnyje Stanki (9 km südöstlich), Lsen, Nilsko (entsprechend 19 und 9 km südlich), Osmojewo (16 km südsüdöstlich), Poljany (6 km südöstlich), Powodje (5 km nordöstlich), Samlenje, Saretschje (entsprechend 18 und 19 km lich), Schabanowo (11 km nordöstlich, keine ständigen Einwohner), Sljusowo (5 km nordöstlich), Weisko und Weretje (entsprechend 19 und 13 km südlich) gehören. Nur Doroschno, Gostzy und Krasnyje Stanki haben mehr als 100 Einwohner (Stand 2010).

## Geschichte
Ein Ort im Bereich der heutigen Siedlung wurde erstmals um 1495 urkundlich als Selzo u Nischi (etwa „Dörfchen an der Nischa“) erwähnt. Später entstanden dort die nahen Ansiedlungen Jekaterinowka, Kunkino (später Schubin Chutor), Kusnezowski, Ljowin Chutor, Pal, Sopki und Tschawnizkije grunty, die allmählich zusammenwuchsen. Als Gründungsjahr der heutigen Siedlung gilt 1835, als der Grundbesitzer und Ingenieur Kasimir Reichel eine Windmühle und eine Brücke über die Nischa errichten ließ, bei denen der Ort Nowaja Melniza („Neue Mühle“) entstand.
Kasimir Reichels Sohn Pjotr eröffnete dort auf Grundlage einer bestehenden Töpferwerkstatt eine Fabrik für Fayencen, ab 1885 auch für Porzellan, die die weitere Entwicklung der Ortschaft bestimmte. 1922 erhielten Fabrik und Ortschaft den heutigen Namen, russisch für „Proletarier“. Am 4. Januar 1931 erhielt Proletari den Status einer Siedlung städtischen Typs, und vom 11. März 1941 bis 1. Februar 1963 war es Sitz des Mstinski rajon (benannt nach der weiter nördlich fließenden Msta), der dann im Nowgorodski rajon aufging.

### Bevölkerungsentwicklung
| Jahr | Einwohner |
| ---- | --------- |
| 1939 | 4393      |
| 1959 | 5897      |
| 1970 | 6216      |
| 1979 | 6818      |
| 1989 | 5753      |
| 2002 | 5362      |
| 2010 | 5145      |

Anmerkung: Volkszählungsdaten

## Verkehr
Durch die Siedlung verläuft die ursprüngliche Trasse der föderalen Fernstraße M10 Rossija von Moskau nach Sankt Petersburg; seit den 1970er-Jahren wird die weiträumige Umfahrung von Weliki Nowgorod einige Kilometer nordöstlich vorbeigeführt. Die nächstgelegene Bahnstation befindet sich in Weliki Nowgorod, Endpunkt von Strecken aus Sankt Petersburg, Tschudowo und Luga – Batezkaja.
Eine Schmalspurbahn verband Proletari ab spätestens den 1930er-Jahren mit dem 15 km nordöstlich gelegenen Moor Gladki moch; sie diente der Abfuhr von Torf und Holz. In den 1950er-Jahren wurde eine neue Verbindung vom Moor in das 13 km nördlich von Proletari am linken Ufer der Msta gelegene Priluki gebaut und die Strecke nach Proletari aufgegeben. Das gesamte Netz wurde bis Ende der 1970er-Jahre stillgelegt und abgebaut.